# Messia-sur-Sorne
Messia-sur-Sorne – miejscowość i gmina we Francji, w regionie Burgundia-Franche-Comté, w departamencie Jura.
Według danych na rok 1990 gminę zamieszkiwało 739 osób, a gęstość zaludnienia wynosiła 275 osób/km² (wśród 1786 gmin Franche-Comté Messia-sur-Sorne plasuje się na 221. miejscu pod względem liczby ludności, natomiast pod względem powierzchni na miejscu 982.).